# مارتین لاتکا
مارتین لاتکا (انگلیسی: Martin Latka؛ زادهٔ ۲۸ سپتامبر ۱۹۸۴) بازیکن فوتبال اهل جمهوری چک است.
از باشگاه‌هایی که در آن بازی کرده‌است می‌توان به باشگاه فوتبال اسلاویا پراگ، باشگاه فوتبال فورتونا دوسلدورف، باشگاه فوتبال پانیونیوس، و باشگاه فوتبال بیرمنگام سیتی اشاره کرد.
وی همچنین در تیم‌های ملی فوتبال زیر ۲۱ سال جمهوری چک و جمهوری چک بازی کرده‌است.